# Nikifor (Chotiejew)
Nikifor, imię świeckie Aleksiej Walerjewicz Chotiejew (ur. 14 sierpnia 1975 w Legnicy) – rosyjski biskup prawosławny. 

## Życiorys
Pochodzi z rodziny wojskowego. W 1992 ukończył Suworowską Szkołę Wojskową w Mińsku, zaś w 1996 – Wyższą Wojskową Szkołę Inżynierów Lotnictwa w Woroneżu. Odbył służbę wojskową w stopniu porucznika. W 1997 na własną prośbę został przeniesiony do rezerwy i przez dwa lata wykonywał różne prace w eparchii samarskiej i syzrańskiej: kierował pracownią produkcji świec, był sekretarzem prasowym eparchii i hipodiakonem biskupa samarskiego Sergiusza. W 1999 ukończył seminarium duchowne w Samarze, zaś w 2004 w trybie zaocznym uzyskał dyplom Moskiewskiej Akademii Duchownej. 
21 lutego 2007 w monasterze Zmartwychwstania Pańskiego w Togliatti złożył wieczyste śluby mnisze przed ihumenem Hermogenem (Kricinem), przyjmując imię Nikifor na cześć świętego męczennika Nikifora Antiocheńskiego. 24 lutego tego samego roku w soborze Opieki Matki Bożej w Samarze przyjął święcenia diakońskie z rąk arcybiskupa samarskiego Sergiusza, zaś 4 marca ten sam hierarcha wyświęcił go na hieromnicha. Hieromnich Nikifor był następnie kapelanem żeńskiego monasteru Iwerskiej Ikony Matki Bożej w Samarze i dziekanem dekanatu pochwistnieńskiego. W 2009 otrzymał godność ihumena. 
15 marca 2012 Święty Synod Rosyjskiego Kościoła Prawosławnego nominował go na biskupa otradnyjskiego i pochwistniewskiego. W związku z tą decyzją trzy dni później otrzymał godność archimandryty. Jego chirotonia biskupia miała miejsce 1 kwietnia 2012 w cerkwi św. Mikołaja w Moskwie z udziałem konsekratorów: patriarchy moskiewskiego i całej Rusi Cyryla, metropolitów sarańskiego i mordowskiego Warsonofiusza, wołokołamskiego Hilariona, wołgogradzkiego i kamyszyńskiego Germana, samarskiego i syzrańskiego Sergiusza, arcybiskupów istrińskiego Arseniusza, wieriejskiego Eugeniusza, biskupów sołniecznogorskiego Sergiusza oraz uriupińskiego i nowoannińskiego Elizeusza.
W 2025 r. został odsunięty od zarządzania katedrą i przeniesiony w stan spoczynku, z nakazem zamieszkania w monasterze św. Jana Chrzciciela w Astrachaniu pod nadzorem miejscowego ordynariusza.